# 会戦
会戦（かいせん、英: pitched battle）は、陸軍部隊が比較的に大規模な戦力を準備して互いに対峙し、戦われる戦闘である。

## 概要
会戦は、偶然の出会いなどによって成り行きで起こることもあるが、しばしば敵を圧倒殲滅することを狙い、概ね（近代以降の軍制なら）軍以上の大規模な戦力を以て行われる戦闘である。場合によればその戦闘の前後の機動も含める。複雑な地形では会戦の形態上から戦闘展開が困難であるために、通常は野戦の形態をとる。近代以前は遭遇戦や小競り合いの対概念として考えられていたが、戦闘教義、兵器などの変化・発展のために会戦の意義・頻度は低下している。

## 歴史
国家総力戦体制が整う近代よりも前の時代においては、国の指導者が運用可能な戦力が極めて限定的であった。そのため敵の戦力を徹底的に撃滅する性格を持つ会戦は戦争や戦役の帰趨を決める大きな戦闘であった。そのために軍事作戦は制限戦争の思想が一般的であり、軍人たちは会戦での勝利を至上目標とし、会戦を敵よりも有利な態勢で行なうための準備と駆け引きに残りの期間の努力を向けていた。
19世紀までは会戦が指揮官の視界をはるかに超えることも、また時間的にも一日の範囲を超えることはめったになかった。しかし国家総力戦の体制が整備され、参加兵力が大幅に増え、兵器開発が進み、作戦地域も拡大した第一次世界大戦から戦線が延伸し、会戦の期間は延長する傾向が顕著になり、持久戦の形態へと移行していったが、当時の大規模な戦闘は会戦として呼称されていた。
現代においては全般的に戦闘がかつての会戦よりも流動的、大規模になったために会戦の形態は殆ど見られなくなった。

## 戦い一覧
- 奉天会戦
- マルヌ会戦
- 遼陽会戦
- 黒溝台会戦
- 第一次、第二次シャンパーニュ会戦
- ソンムの戦い
- クルスクの戦い
- プエブラの会戦
- 第一次エル・アラメイン会戦
- イラワジ会戦
- アウステルリッツの戦い